# Costanza Sforza
Costanza Sforza di Santa Fiora (septembre 1558 - 22 janvier 1617), duchesse de Sora, est une aristocrate italienne. Par sa naissance, elle est membre de la puissante famille Sforza et par mariage membre de la famille Boncompagni.

## Biographie
Costanza est la fille de Sforza Sforza, comte de Santa Fiora, et de sa seconde épouse, Caterina de' Nobili, arrière-petite-nièce du pape Jules III. Elle est la petite-fille de Costanza Farnèse, fille naturelle du pape Paul III , et la sœur aînée du cardinal Francesco Sforza. Elle épouse à Rome le 1er mars 1576 Giacomo Boncompagni, duc de Sora et fils du pape Grégoire XIII . Le mariage est arrangé par son oncle, le cardinal Alessandro Sforza. Ils ont quatorze enfants, dont Gregorio, duc de Sora, Giulia, duchesse de Bovino par son mariage avec Giovanni Guevara, et le cardinal Francesco Boncompagni.
Elle s'intéresse activement à l'administration du duché de Sora, reçue en donation de son beau-père. Résidant à Isola del Liri, elle embellit le palais ducal en créant un parc et en commandant la construction d'une galerie intérieure décorée de stucs précieux représentant les villes du duché. Déterminée à encourager les arts et la culture, elle fonde en 1614 à Sora l'un des premiers collèges jésuites de la province de Frosinone, dont le bâtiment abrite aujourd'hui la mairie. Elle fait également construire l'église de Santo Spirito pour les Jésuites sur la place du même nom à Sora.
Lavinia Fontana, une éminente artiste bolonaise, peint son portrait en 1594. Un an plus tard, Constanza devient la marraine de la fille de Fontana .